# Revaz Lashkhi
Revaz Lashkhi (in georgiano რევაზ ლაშხი?; Borjomi, 26 maggio 1988) è un lottatore georgiano, specializzato nella lotta greco-romana.

## Palmarès
- Giochi olimpici

Londra 2012: argento nei 60 kg.
- Europei

Dortmund 2011: oro nei 60 kg.